# Максим из Малой Азии
Максим (умер в 250 году) — мученик из Малой Азии. Память в католической церкви совершается 30 апреля.
Максим жил в Малой Азии и был богатым купцом. В то время император Деций Траян опубликовал приказ об обязательном поклонении языческим богам, грозя казнью за отречение от них. Максим, находившийся в то время в Риме, был вызван консулом Оптимом. Он приказал ему принести жертву богине Диане, однако Максим отказался, поскольку являлся христианином.
Его пытали на дыбе и избивали палками, потому что он не хотел отречься от своей веры. В итоге его забросали камнями за городскими стенами.